# Germano Caraffini
Germano Giovanni Caraffini  (ur. 4 maja 1936 w Genui, zm. 6 października 2011 tamże) – włoski zapaśnik walczący w stylu wolnym. Olimpijczyk z Rzymu 1960, gdzie zajął piętnaste miejsce w kategorii do 79 kg.